# Józef Szurka
Józef Szurka (ur. 8 sierpnia 1923, zm. 14 grudnia 1997) – polski działacz ruchu muzycznego – śpiewaczego i instrumentalnego, chórmistrz, dyrygent zespołów wokalnych, instrumentalnych, kierownik artystyczny i muzyczny, współtwórca Zespołu Pieśni i Tańca Pomorskiego Okręgu Wojskowego z siedzibą w Bydgoszczy, Zespołu Pieśni i Tańca Ziemi Bydgoskiej oraz Estrady Bydgoskiej.

## Wczesne lata
Urodził się 8 sierpnia 1923 r. w Poznaniu. W latach 1935–1939 uczył się gry na skrzypcach i fortepianie. W 1937 roku ukończył Publiczną Szkołę Powszechną nr 39 w Poznaniu. W okresie okupacji kształcił się muzycznie na tajnych kompletach u profesorów Władysława Drzewieckiego i Wiktora Buchwalda. Wystawione w 1968 r. zaświadczenie profesora Wiktora Buchwalda – ówczesnego dyrygenta i kierownika wokalnego Opery Poznańskiej, potwierdza fakt pobierania przez Józefa Szurkę nauki muzyki na regularnych lekcjach w okresie 1941–1945 w Poznaniu. Mimo trudnych, okupacyjnych warunków zakres nauczania obejmował naukę gry na fortepianie, harmonię, instrumentoznawstwo, historię muzyki, solfeż oraz dyrygowanie.
Po wojnie w 1945 r. założył zespół wokalno-instrumentalny w Poznaniu uprawiający muzykę popularno-estradową. W okresie służby wojskowej w latach 1945–1950 w Poznaniu, a następnie w Szczecinie był uczestnikiem kursu kapelmistrzowskiego, muzykiem orkiestry wojskowej (grał na klarnecie) oraz sam prowadził żołnierskie chóry wielogłosowe i zespoły wokalno-instrumentalne.

## Działalność artystyczna
Po odbyciu służby wojskowej, Józef Szurka, zamieszkał w Bydgoszczy, przy al. Adama Mickiewicza, w pobliżu przyszłej dzielnicy muzycznej miasta. W Okręgowym Klubie Oficerskim założył zespół wokalno-instrumentalny. W 1950 r. wraz z nim zdobył I miejsce w Konkursie Zespołów Chóralno-Instrumentalnych w Warszawie.
W 1950 r. był współorganizatorem, dyrektorem artystycznym i chórmistrzem Zespołu Pieśni i Tańca Pomorskiego Okręgu Wojskowego. Zespół obejmował wówczas 50-osobowy chór, 36-osobową orkiestrę, balet i grupę solistów-wokalistów. Podczas swojej działalności – do 1956 roku zespół dał ponad 800 występów – skierowanych głównie do szerszej "cywilnej" widowni. Na podbudowie tego zespołu powstał popularny w latach 70. Wojskowy Zespół Estradowy Czarne Berety. Od roku 1957 Józef Szurka związał się z Polskim Związkiem Chórów i Orkiestr, zostając w 1995 r. jego Prezesem Honorowym.
W 1958 r., Józef Szurka był jednym z założycieli Estrady Bydgoskiej, w której pełnił funkcję kierownika artystycznego. Jako dyrygent i impresario wystawił m.in. operetkę Herve'go Mamzell Nitouche. Z jego inicjatywy, przy współpracy ze Studiem Operowym w Bydgoszczy, powołano przy „Estradzie” Bydgoską Komedię Muzyczną, która zajmowała się popularyzowaniem operetki i komedii muzycznej w małych miastach i miasteczkach. 
W latach 1957–1959 był również dyrygentem chóru mieszanego "Harmonia" w Bydgoszczy. Z Estradą Bydgoską związany był do roku 1965.
W 1963 roku był pomysłodawcą i współtwórcą Zespołu Pieśni i Tańca Ziemi Bydgoskiej, który został utworzony na bazie chłopięcego chóru działającego przy Filharmonii Pomorskiej w Bydgoszczy. Zespół w początkach swojej działalności składał się z 80-osobowego chóru, 26-osobowej orkiestry i dwóch baletów z 50 tancerzami. Pod dyrekcją Józefa Szurki zespół dał około 25 galowych występów. Zespół istnieje i koncertuje nieprzerwanie od 1963 r.
Od roku 1966–1972 prowadził 80-osobowy chór mieszany Lutnia w Toruniu. W tym okresie opracował na chór mieszany m.in. wiązankę pieśni wojskowych w historycznym przekroju od dawnych wojów i rycerzy poprzez pieśni partyzanckie i wojskowe. W latach 1966–1968 współpracował z Towarzystwem Kultury Muzycznej w Koszalinie. W latach 1972–1989 był kierownikiem chóru męskiego "Hasło" w Bydgoszczy, który pod jego dyrekcją w latach 70. i 80. odnosił wiele artystycznych sukcesów wpisując się w czołówkę polskich zespołów chóralnych tego okresu.
Zmarł 14 grudnia 1997 r. w Bydgoszczy.

## Odznaczenia
- Krzyż Kawalerski Orderu Odrodzenia Polski
- Złoty Krzyż Zasługi
- odznaczenia Polskiego Związku Chórów i Orkiestr

## Upamiętnienie
Dla upamiętnienia zasług Jerzego Szurki Zarząd Chóru „Hasło” postanowił organizować co roku, w dniu rocznicy jego śmierci (14 grudnia), specjalny koncert Józef Szurka in memoriam, podczas którego prezentowane były zespoły chóralne i instrumentalne. Koncerty te odbywały się w latach 1998–2003 w dużej sali Filharmonii Pomorskiej i cieszyły się powodzeniem wśród miłośników śpiewu i amatorskich zespołów instrumentalnych.